# Théorie probabiliste des nombres
En mathématiques, la théorie probabiliste des nombres est un sous-domaine de la théorie des nombres, qui utilise explicitement les probabilités pour répondre aux questions de la théorie des nombres. On peut également la concevoir comme étant l'étude asymptotique de l'espace probabilisé {\textstyle \left\{n:1\leqslant n\leqslant N\right\}} muni de la loi uniforme. Ainsi, se donner une fonction arithmétique {\displaystyle f} équivaut, dans ce contexte, à celle d'une suite de variables aléatoires prenant les valeurs {\displaystyle f(n)}, {\displaystyle 1\leqslant n\leqslant N}, avec probabilité {\displaystyle 1/N}.
Les fondateurs de cette théorie sont Paul Erdős, Aurel Wintner et Mark Kac dans les années 1930, une des périodes d'investigation de la théorie analytique des nombres. Le théorème de Hardy-Ramanujan (1917) est considéré comme le premier résultat de la théorie probabiliste des nombres, énonçant le fait incroyable que l'ordre normal du nombre de facteurs premiers distincts d'un entier naturel {\displaystyle n} est {\displaystyle \ln(\ln n)}. Autrement dit, "la plupart des entiers" {\displaystyle n} ont  {\displaystyle \ln(\ln n)} facteurs premiers distincts.
Ce résultat fut généralisé plus tard par le théorème de Erdős-Kac (1940), affirmant que le nombre de facteurs premiers distincts d'un entier naturel {\displaystyle n} pour {\displaystyle 1\leqslant n\leqslant N} tend vers une loi normale de moyenne {\displaystyle \ln(\ln N)} et de variance {\displaystyle \ln(\ln N)} lorsque {\displaystyle N} tend vers {\displaystyle +\infty }.
Il est également important de mentionner le théorème d'Erdős-Wintner (1939) qui joue un rôle assez important dans cette théorie, ce dernier caractérisant les fonctions additives réelles possédant une loi limite.

## Voir également
- théorie analytique des nombres
- domaine des mathématiques
- liste des sujets de théorie des nombres
- liste des sujets de probabilités
- méthode probabiliste
- nombre premier probable